# Love Don't Live Here Anymore
Love Don't Live Here Anymore è un singolo del gruppo musicale Rose Royce, pubblicato nel 1978.

## Cover di Madonna
Nel 1984 Madonna ha realizzato una cover della canzone, all'interno dell'album Like a Virgin.
Nel 1995 la canzone viene inserita nella raccolta di ballate Something to Remember in una versione definita "Piano mix". Viene perciò lanciato in quell'anno, 10 anni dopo la sua incisione, il singolo del brano a livello mondiale. Viene realizzato anche un video per la canzone che vede Madonna muoversi in una stanza.
Il brano viene eseguito per la prima volta durante il Rebel Heart Tour (2015-2016) in un medley con la canzone HeartBreakCity. 

### Il singolo
Il singolo del brano è stato lanciato solo per il mercato giapponese nel 1986, raggiungendo la
posizione n.2.

#### Tracce

##### Edizione del 1986
7" vinyl single
1. "Love Don't Live Here Anymore"
2. "Over And Over"

##### Edizione del 1996
CD Single
1. "Love Don't Live Here Anymore" (Soulpower radio remix edit) (4:05)
2. "Love Don't Live Here Anymore" (Album remix edit) (4:05)
3. "Love Don't Live Here Anymore" (Soulpower radio remix) (4:44)
4. "Love Don't Live Here Anymore" (Album remix) (4:45)

### Remix ufficiali
- Album version (4:46)
- Album remix (4:53)
- Album remix edit (4:04)
- Extended Journey (8:00) Promo only
- Video version (4:39)
- Video instrumental (4:39)
- Soulpower radio remix (4:46)
- Soulpower radio remix edit (4:05)
- Hot Mix Edit (6:45) Promo only
- Hot Mix radio edit (4:52) Promo only
- Early Morning dub (10:09) Promo only
- Edge Factor dub (8:37) Promo only
- Mark!'s Full On vocal (10:06) Promo only
- Mark!'s Edit On vocal (4:53) Promo only
- Mark!'s It's A Boy dub (9:20) Promo only
- Mark!'s It's A Girl dub (8:04) Promo only
- Mark!'s radio mix (4:03) Promo only

## Classifiche
| Classifica (1996) | Posizione massima |
| ----------------- | ----------------- |
| Australia         | 27                |
| Canada            | 24                |
| Francia           | 48                |
| Stati Uniti       | 78                |